# Equitazione ai Giochi della II Olimpiade - Attacco a quattro cavalli
Il concorso di attacco a quattro cavalli ai Giochi della II Olimpiade fu disputato il 2 giugno 1900 in Place de Breteuil a Parigi.

## Classifica finale
| Pos. | Nome                            |
| ---- | ------------------------------- |
| 1    | Georges Nagelmackers            |
| 2    | Léon Thome                      |
| 3    | Jean de Neuflize                |
| 4    | Philippe Vernes                 |
| 5–31 | Étienne van Zuylen van Nyevelt  |
| 5–31 | Étienne van Zuylen van Nyevelt  |
| 5–31 | Georges Nagelmackers            |
| 5–31 | Vladimir Nikolayevich Orlov     |
| 5–31 | Charles Eugène Amable de Veauce |
| 5–31 | Luis Antonio de Guadalmina      |
| 5–31 | Élie de Polyakov                |
| 5–31 | Octave Gallice                  |
| 5–31 | Jacques la Caze                 |
| 5–31 | Jacques la Caze                 |
| 5–31 | James Hennessy                  |
| 5–31 | Gaston Saint-Paul de Sinçay     |
| 5–31 | Adrien de Noailles              |
| 5–31 | Jacques de Waru                 |
| 5–31 | Bertrand Chanu                  |
| 5–31 | Geoffroy d'Andigné              |
| 5–31 | Jacques d'Arlincourt            |
| 5–31 | Georges Chaudoir                |
| 5–31 | Louis du Douet de Graville      |
| 5–31 | Max Guilleaume                  |
| 5–31 | Paul Lambert                    |
| 5–31 | Ferdinand de Lariboisière       |
| 5–31 | Hermann Mandl                   |
| 5–31 | Orban                           |
| 5–31 | Georges Pauwels                 |
| 5–31 | Paul de Saint-Léger             |
| 5–31 | Georges de Zogher               |